# Luis Emilio Acuña
Luis Emilio Acuña (Hurlingham, Provincia de Buenos Aires, Argentina; 5 de octubre de 1950) es un político argentino perteneciente al Justicialismo que se ha desempeñado como Intendente del Partido de Hurlingham gobernó durante 14 años el distrito. Fue galardonado con el premio “Revelación 2002” de la revista Comunas del País por su gestión al frente del Municipio.
Fue designado como Intendente interino del partido en el año 2001, cuando su predecesor el Dr. Juan José Álvarez dimitió a su cargo para formar parte del Ministerio, para luego ocupar la intendencia desde el año 2003 por elecciones.  El 10 de diciembre del año de 2015, concluyó su mandato como intendente.

## Elecciones
En las elecciones generales de septiembre de 2003 ratifica con el voto popular su condición de Jefe Comunal por un período más.
En 2007 acompañando siempre las listas del Partido Justicialista Frente para la Victoria triunfó nuevamente en su distrito con mandato hasta diciembre de 2011.
En octubre de 2011 Luis Acuña logró la reelección en su distrito. Con el 47,84 % superó ampliamente a la candidata de Progreso Social, Patricia Fernández, que llegó al 9,66 %.
En las Elecciones Generales de 2015, tras no haber alcanzado con la cantidad de votos, finalizó su mandato ante su rival del Frente para la Victoria - PJ Juan Horacio Zabaleta.

## Honores
Luis Emilio Acuña obtuvo el Doctorado “Honoris Causa” por la excelencia en el trabajo volcado en el área de Educación. Fue galardonado con el premio “Revelación 2002” de la revista Comunas del País por su gestión al frente del Municipio. Esta distinción fue otorgada a través del voto, entre los 134 municipios que integraban la Provincia de Buenos Aires.
En materia de salud el partido cuenta con un Hospital Municipal (Hospital San Bernardino), un Hospital Oftalmológico y un Hospital Odontológico, además de un Centro Municipal de estimulación temprana y 9 centros de salud. Es también reconocido por ser el primer intendente que creó en un Municipio un Laboratorio de Medicamentos Genéricos. En materia de seguridad cuenta con cinco comisarías (Hurlingham, Tesei, Morris, Barrio Mitre y Villa Club) de las cuales mejoró y creó una comisaría de la mujer. Además cuenta con un complejo sistema de cámaras de seguridad (En 2015-130) distribuidas estratégicamente y monitoreadas por un centro de operaciones (COM Centro de Operaciones Municipales). En deporte y cultura posee dos polideportivos y dos centros culturales donde se desarrollan diversas actividades, junto a un complejo natatorio.